# Lana Del Ray A.K.A. Lizzy Grant
Lana Del Ray A.K.A. Lizzy Grant – debiutancki album studyjny amerykańskiej piosenkarki Lany Del Rey (znanej wtedy pod swoim prawdziwym imieniem i nazwiskiem Lizzy Grant), wydany 4 stycznia 2010 przez niezależną wytwórnię płytową 5 Points Records. Za produkcję albumu odpowiedzialny był David Kahne.
Promocję albumu poprzedzało wydanie EP Kill Kill, zawierające 3 utwory wokalistki.

## Lista utworów
Opracowano na podstawie materiału źródłowego.
1. „Kill Kill” – 3:59
2. „Queen Of The Gas Station” – 3:06
3. „Oh Say Can You See” – 3:42
4. „Gramma (Blue Ribbon Sparkler Trailer Heaven)” – 3:50
5. „For K Part 2” – 3:26
6. „Jump” – 2:53
7. „Mermaid Motel” – 4:01
8. „Raise Me Up (Mississippi South)” – 4:24
9. „Pawn Shop Blues” – 3:28
10. „Brite Lites” – 3:00
11. „Put Me In A Movie” – 3:15
12. „Smarty” – 2:51
13. „Yayo” – 5:42